# اچ‌ام‌ای‌اس تورنس (دی۶۷)
اچ‌ام‌ای‌اس تورنس (دی۶۷) (به انگلیسی: HMAS Torrens (D67)) یک کشتی بود که طول آن ۲۵۰ فوت ۹ اینچ (۷۶٫۴۳ متر) بود. این کشتی در سال ۱۹۱۵ ساخته شد.